# Múscul quadrat lumbar
El múscul quadrat lumbar (musculus quadratus lumborum), és un múscul que es troba a la cara posterolateral de la columna lumbar. És aplanat i quadrilàter. Està format per fibres que s'entrecreuen en tres direccions:
- les fibres costotransverses, que van des dels processos transversos de les primeres vèrtebres lumbars a la dotzena costella.
- les fibres iliotransverses, que sorgeixen de l'espina ilíaca, del llavi extern i arriben fins als processos transversos de les quatre últimes vèrtebres lumbars.
- les fibres iliocostals, que sorgeixen de la cresta ilíaca i arriben fins a la vora inferior de la dotzena costella

S'insereix, per la part inferior, al lligament iliolumbar i al llavi extern de la cresta ilíaca; i per la part superior, s'insereix a la vora inferior de la dotzena costella i al vèrtex dels processos transversos lumbars.
Està innervat pel darrer nervi intercostal i les branques dels primers lumbars.
La seva funció és inclinar la columna lumbar de manera homolateral i la pelvis. És també un extensor de manera bilateral de la columna lumbar i del tronc. A més, participa en la respiració.

## Fatiga muscular
El quadrat lumbar és una font habitaul de dolor de la part baixa de l'esquena. Com que els quadrats lumbars connecten la pelvis amb la columna vertebral, són capaços d'estendre la part baixa de l'esquena quan es contrauen de manera bilateral. Els dos quadrats prendre el relleu, quan les fibres inferiors del múscul sacrospinal són febles o no actuen (per exemple, en el cas d'ús continuat de l'ordinador asseguts).
Donada la seva desavantatge mecànica en compació a altres músculs, la constant contracció mentre s'està assegut pot provocar la fatiga muscular en els quadrats lumbars. Un excés de contracció, com en qualsevol altre múscul, provocarà una disminució del flux de sang, i, amb el temps, es poden desenvolupar adherències en el múscul i en la fàscia, i la conseqüència final és l'espasme muscular.

## Imatges

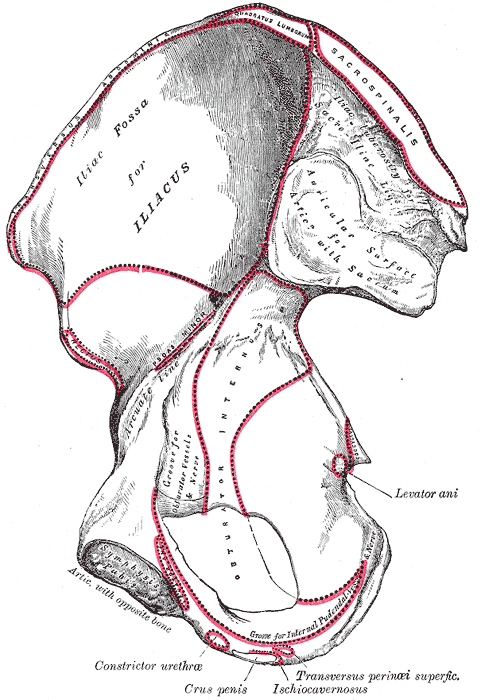
Maluc dret. Superfície interna.
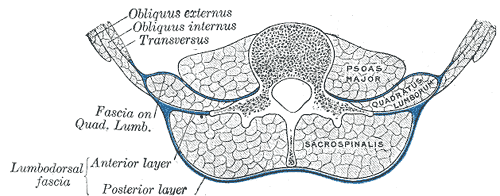
Secció transversal de la paret abdominal posterior. Es mostra la disposició de la fàscia lumbodorsal.
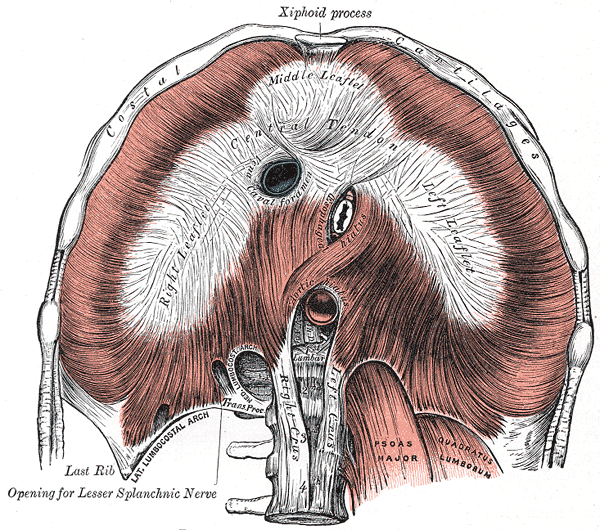
El diafragma. Sota la superfície. Quadrat lumbar visible a la part inferior a la dreta.
Músculs de la regió ilíaca i femoral. Vista anterior.
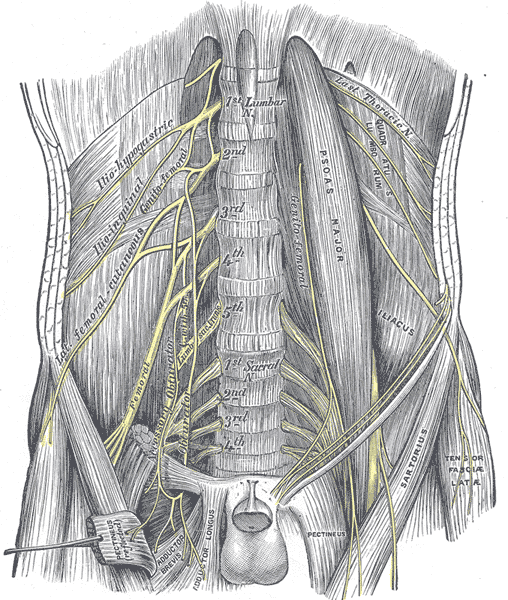
El plexe lumbar i les seves branques.
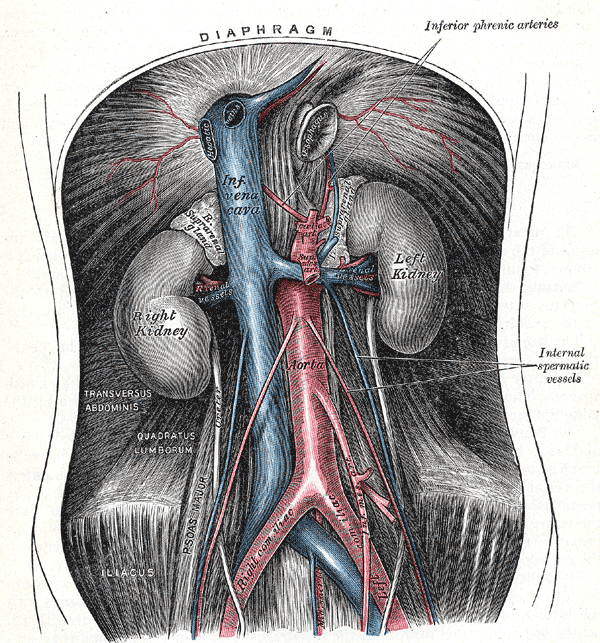
L'aorta abdominal i les seves branques.
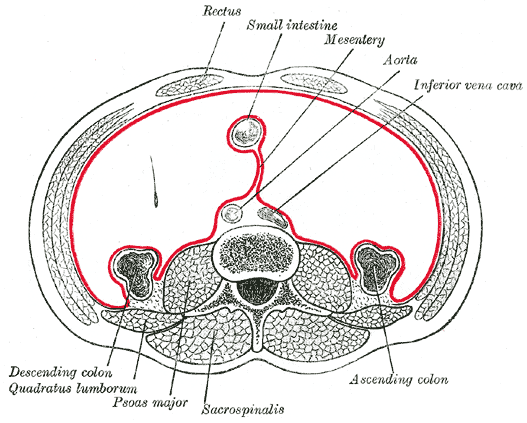
Disposició horitzontal del peritoneu en la part inferior de l'abdomen.
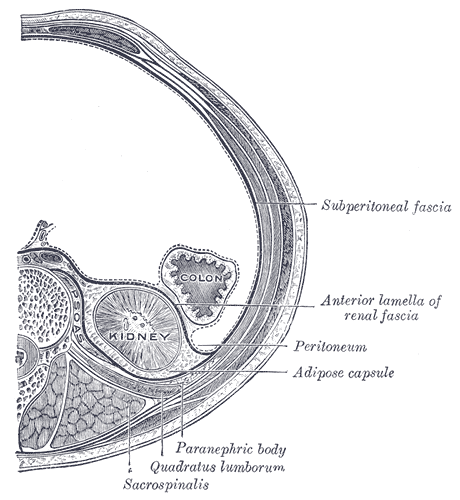
Secció transversal que mostra l'entorn de la càpsula del ronyó.
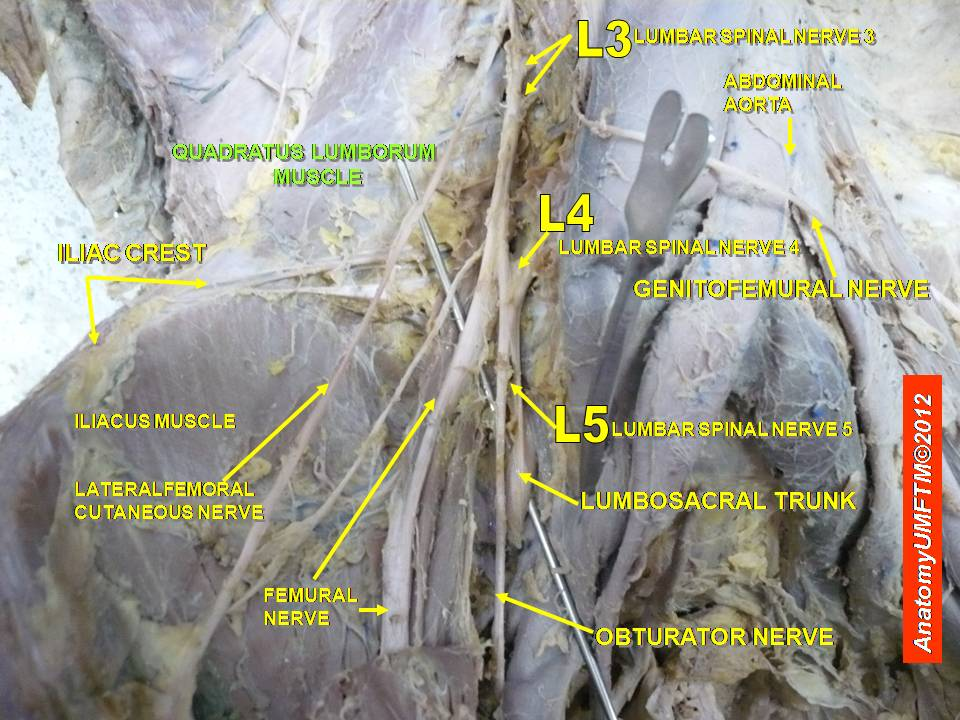
Múscul quadrat lumbar